# Neolecta aurantiaca
Neolecta aurantiaca är en svampart som beskrevs av Feltgen 1905. Neolecta aurantiaca ingår i släktet Neolecta och familjen Neolectaceae.   Inga underarter finns listade i Catalogue of Life.